# ノズル

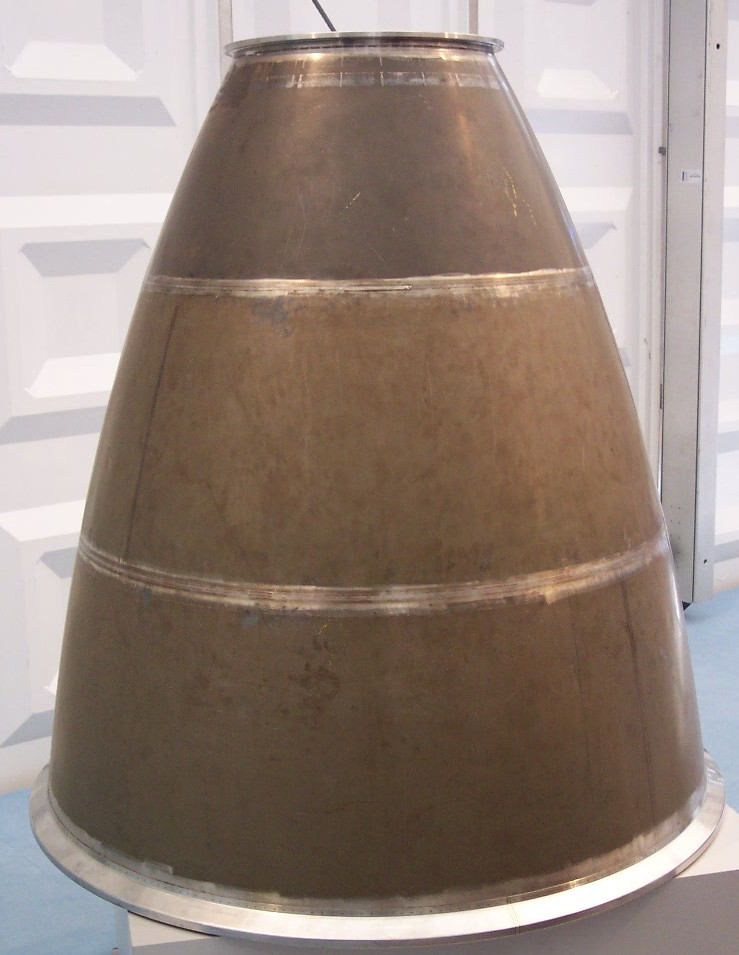
ロケットエンジンのノズル

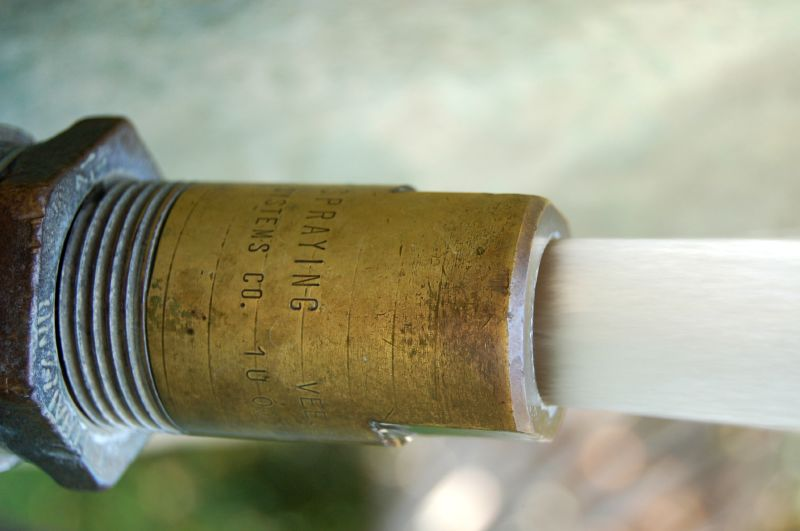
ノズルから水が噴出している様子

ノズル（日: 尖管，英: nozzle）とは、気体や液体のような流体の流れる方向を定めるために使用されるパイプ状の機械部品のこと。ノズルは流れる物質の流量、流速、方向、圧力と言った流体の持つ特性をコントロールするために幅広く使用される。

## 役割

### 高速度ノズル
ノズルは一般に、流体の内部エネルギーを減少させ運動エネルギーを増加させる事に用いられる。「コンバージェント」（流体が進むにつれ、直径が小さくなっていく）型と「ダイバージェント」（流体が進むにつれ、直径が大きくなっていく）型に分類され、収束部に続いて発散部を持つラバール・ノズルは、コンバージェント・ダイバージェント・ノズルと呼ばれる。
コンバージェント・ノズルは流体を加速させる働きを持つ。ノズルの圧力比が十分に高ければ、流速はノズルのもっとも狭い部分で音速に達する。この状態をチョーク流れという。この状態においてノズルの圧力比をより大きくしても、流体の最高流速はマッハ1のまま変わらない。流体はノズルを出た後に自由膨張して音速を突破する。
ダイバージェント・ノズルは、流速が亜音速である場合流速をさらに落とすことになるが、流速が音速または超音速の場合には流速をさらに高める働きを持つ。
上記二つのノズルを組み合わせたラバール・ノズルは、コンバージェント・ノズルによってチョーク流れが成立した流体を、その後方のダイバージェントノズルによって超音速に加速することができる。このCDプロセスはコンバージェント・ノズルの超音速性能を劇的に改善する。
排気速度が対気速度以上でなければならない超音速航空機は、重量およびコスト増加を承知の上で、コンバージェント・ダイバージェント・ノズルを装備することが一般的である。戦闘機やSST（コンコルドなど）のような航空機が使用する超音速ジェットエンジンは高いノズル圧力比を持っている。一方、亜音速ジェットエンジンは亜音速の排気しか要求されず超音速ジェットエンジンほどの高いノズル圧力比は求められていないため、単純なコンバージョン・ノズルを使う。
ロケットエンジンでは高圧力比のノズルにより最大推力と噴出速度コンバージェント・ダイバージェント・ノズルを使用する。大気圏内では大気圧のため膨張比を大きくとることはできない。

### 磁気ノズル
磁気ノズルはプラズマの制御技術として考え出されたノズルである。
プラズマはプラズマ全体で見れば電気的に中性であるが、ミクロ的に見ると電離したイオンや自由電子、すなわち荷電粒子の集まりであり、それらが不規則に飛び回っている。ここに磁場をかけるとローレンツ力によって荷電粒子の流れが整えられる。さらに磁場を変化させることによってその流れの向きを変化させられる。これが磁気ノズルの動作原理である。
核融合炉や核融合ロケットを制御するための研究が進められている。

### 分離ノズル

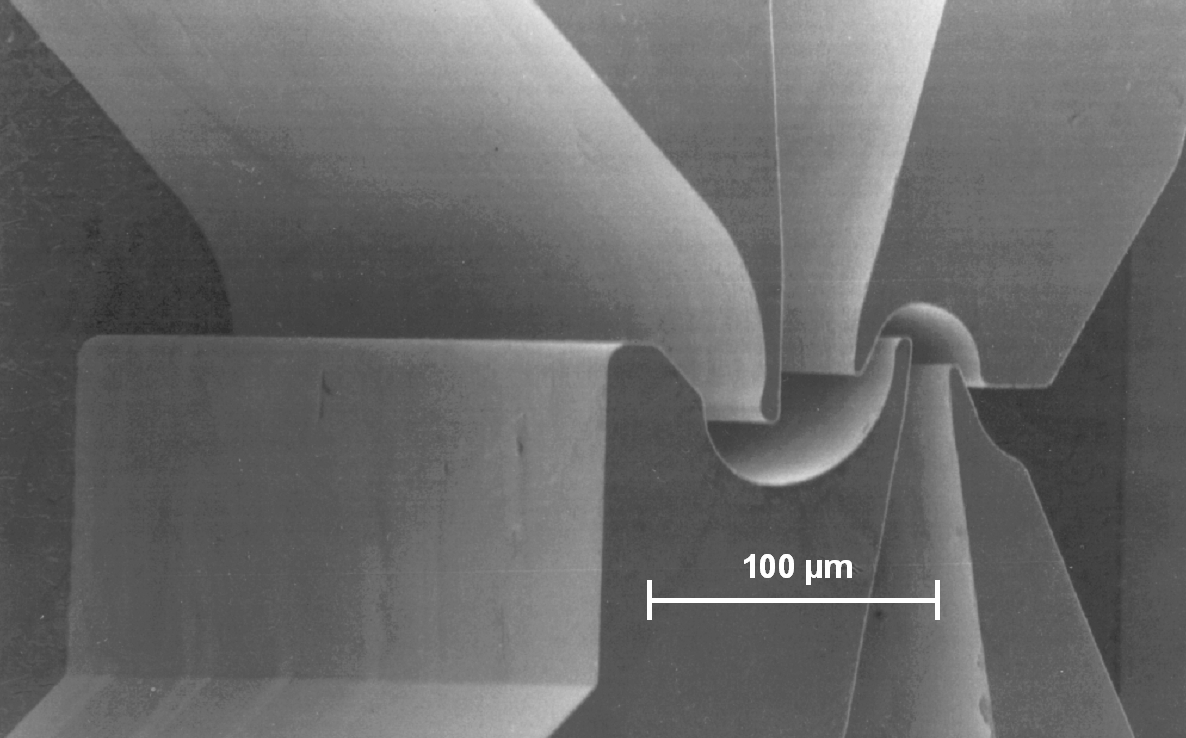
ウランの同位体分離に用いられる分離ノズル

ガス化された異なる質量を持つ物質を分離する為に用いられるノズル。遠心力を用いて質量差から対象の物質を分離する。ノズルの精度や運転時の圧力、温度管理には高精度が求められる一方、流体に含まれる微粒子によって磨耗すると分離精度が下がるので定期的に交換する必要がある。カスケード状に何段も並べる事で純度を高めている。